# 1-ша армія (Італія)
1-ша армія (Італія) (італ. 1ª Armata (Regio Esercito) — військове об'єднання армії Королівства Італії, що брала активну участь у Першій та Другій світових війнах.

## Історія

### Перша світова війна
Вперше 1-ша італійська армія сформована у 1914 році з початком Першої світової війни в Європі. Формування здійснювалося в Мілані, на армію покладалося завдання утримання рубежів у гірській місцевості на напрямку перевалу Стельвіо Пасс поздовж швейцарсько-австро-італійського кордону. У травні-червні 1915 року, після вступу Італії до війни, армія успішно протистояла австро-угорському наступу на Асіаго.
Надалі сектор відповідальності армії був скорочений, вона тримала оборону поблизу кордонів біля Трентіно та в зоні Верони. Після завершення воєнних дій, армія розформована.

### Друга світова війна
У червні 1938 року під командуванням армійського генерала Адріано Марінетті сформоване 1-ше командування в Римі, яке у серпні 1939 року розгорнуте в 1-ше армійське командування до складу якого увійшли II, III і XV армійські корпуси Сухопутних військ Італії.
На 10 червня 1940 року, коли Італія вступила у Другу світову війну, 1-ша армія була зосереджена уздовж французького кордону з Монте Гранеро (виключено) до лігурійського узбережжя, маючи у своєму складі II, III і XV корпуси в першій лінії оперативної побудови армії та VIII корпус у другій лінії. З початком вторгнення італійської армії до Франції 1-ша армія у взаємодії з 4-ю та 7-ю арміями, що утворювали групу армій «Захід» принца генерала Умберто Савойського, діяла на напрямку головного удару, але не здобула успіху й була зупинена французькими військами. 31 липня 1940 року армія була розформована.
Після розгрому німецько-італійського угруповання в Північній Африці в Другій битві за Ель-Аламейн та висадки союзних військ у Французькій Північній Африці, армії країн Осі почали відступ до Тунісу. 23 лютого 1943 року на основі італійських частин, що діяли в складі групи армій «Африка» була створена 1-ша італійська армія під командуванням маршала Дж. Мессе. Ця армія билася в битвах за Меденін та на лінії Марет.
13 травня 1943 року італійські та німецькі війська капітулювали на півночі Тунісу союзникам.

## Командування

### Командувачі

#### Перша світова війна
1-ше формування
- Армійський генерал Роберто Брюсаті (італ. Roberto Brusati) (травень 1915 — травень 1916);
- Маршал Італії Д. Пекорі-Джиральді (італ. Guglielmo Pecori Giraldi) (травень 1916 — листопад 1918);

#### Друга світова війна
2-ге формування
- Генерал армійського корпусу П'єтро Пінтор (італ. Pietro Pintor) (10 — 24 червня 1940);

3-те формування
- Маршал Італії Дж. Мессе (італ. Giovanni Messe) (23 лютого — 13 травня 1943).